# Rei Higuchi
Rei Higuchi (樋口黎 (?); Ibaraki, 28 gennaio 1996) è un lottatore giapponese, specializzato nella lotta libera.

## Biografia
Ha rappresentato il Giappone ai Giochi olimpici di Rio de Janeiro 2016, vincendo la medaglia d'argento nel torneo dei 57 kg, perdendo in finale contro il georgiano Vladimer Khintšegašvili.
Ai campionati asiatici ha ottenuto il bronzo nei New Delhi 2017 nella categoria dei 61 kg.
Si è laureato campione continentale ai campionati asiatici di Ulan Bator 2022 nei 61 kg, superando l'iraniano Dariush Hazratgholizadeh nell'incontro decisivo per l'oro.

## Palmarès
| Anno | Manifestazione              | Sede           | Evento | Risultato | Note |
| ---- | --------------------------- | -------------- | ------ | --------- | ---- |
| 2012 | Campionati asiatici cadetti | Biškek         | 54 kg  | Oro       |      |
| 2013 | Mondiali cadetti            | Zrenjanin      | 58 kg  | 8º        |      |
| 2015 | Mondiali junior             | Salvador       | 60 kg  | 21º       |      |
| 2016 | Giochi olimpici             | Rio de Janeiro | 65 kg  | Argento   |      |
| 2017 | Campionati asiatici         | Nuova Delhi    | 61 kg  | Bronzo    |      |
| 2018 | Mondiali U23                | Bucarest       | 65 kg  | Oro       |      |
| 2022 | Campionati asiatici         | Ulan Bator     | 61 kg  | Oro       |      |